# Albert Henderson
Albert Percy "Red" Henderson (Galt, Ontario, 29 d'agost de 1881 - Los Angeles, Califòrnia, 20 d'agost de 1947) va ser un futbolista canadenc que va competir a principis del segle xx. El 1904 va prendre part en els Jocs Olímpics de Saint Louis, on guanyà la medalla d'or en la competició de futbol com a membre del Galt F.C., que representava el Canadà.